# Säureschichtung
Die Säureschichtung im Bleiakkumulator, auch Säurerestratifikation oder Elektrolytschichtung genannt, beschreibt eine chemische Reaktion, bei der sich im oberen Teil der positiv geladenen Platte die aktive Masse ablöst, während in der unteren Hälfte eine Sulfatierung auftritt. Die Säureschichtung tritt insbesondere beim Zyklenbetrieb auf, kann aber ebenso in Teilzyklen auftreten. Bei der Entladung von Bleibatterien wird die Schwefelsäure gebunden und Wasser entsteht als Restprodukt, bei der Ladung hingegen wird Wasser verbraucht und die Schwefelsäure freigesetzt. 
Um die durch Elektrolyte entstehende Säureschichtung zu minimieren und die Batterielebensdauer zu verlängern, kann die Elektrolytumwälzung eingesetzt werden. Dieses Beimischen von passiven Mischelementen führt zu einer Homogenisierung des Elektrolyten und damit zu einer bis zu 6-fach verlängerten Lebensdauer.